# Terytorium zorganizowane
Terytorium zorganizowane – terytorium objęte przez Kongres Stanów Zjednoczonych ustawą Organic Act formalizującą terytorialny system rządów. Terytoria te dzielą się na terytoria inkorporowane i terytoria nieinkorporowane.
Zorganizowane terytoria inkorporowane to integralne części Stanów Zjednoczonych, zalążki stanu, w których wprowadzono trójpodział władzy, ale bez konstytucji stanowej. Jest to stan przejściowy przed przekształceniem w stan. Obecnie nie istnieją tego typu terytoria – ostatnie Terytorium Hawajów zostało przekształcone w stan w 1959 roku.
Zorganizowane terytoria nieinkorporowane to terytoria zależne Stanów Zjednoczonych, dla których Kongres Stanów Zjednoczonych przyjął Organic Act. Obecnie istnieją cztery takie terytoria: Guam (od 1970), Mariany Północne (od 1978, wspólnota – US Commonwealth – autonomiczne terytorium stowarzyszone), Portoryko (od 1994, US Commonwealth, autonomiczne terytorium stowarzyszone) i Wyspy Dziewicze Stanów Zjednoczonych (od 1954).
Początkowo terytoria nie posiadały autonomii, a rząd federalny sprawował kontrolę nad polityką, która w późniejszych stanach należała do władz lokalnych. W miarę wzrastania liczby ludności, terytoria dzielone były na mniejsze, z których powstawały nowe stany lub których fragmenty przyjmowano do wcześniej powstałych stanów. Współczesne terytoria mają konstytucje, jednak w odmiennej formie i nie kwalifikują się jako członkowie Unii, bardziej jako kolonie.
Pierwszym zorganizowanym terytorium było powstałe w 1787 Terytorium Północno-Zachodnie, późniejszy Zarząd Północno-Zachodni. Był on prototypem dla późniejszych takich terytoriów.